# Битва під Ольшаницею
Би́тва під Ольшани́цею (також Битва під Каневом) — одна з найбільших перемог над татарами русько-литовського війська під проводом князя Костянтина Острозького, що сталася 27 січня 1527 року біля села Ольшаниця.
Взимку 1527 року татари (найімовірніше, згідно з Ф. Сперулі, 7000 вояків ВКЛ проти 20000 татар; Михалон Литвин вказував 25000 нападників проти 3,5 тис. за іншими даними, 34 чи 40 тисяч) за наказом турків пішли на Полісся і добралися аж до Пінська. Коли ж верталися з ясиром, князь Костянтин зненацька вдарив на них під Ольшаницею в Київщині (над річкою Гороховаткою, припливом Росі). Разом із коронними військами під проводом київського воєводи Андрія Немировича та черкаського старости Остафія Дашковича, в битві взяли участь почти княжат Юрія Слуцького, Федора Сангушка, Юрія Радзивілла, Івана та Олександра Корибутів-Вишневецьких, Олександра Чорторийського.
Бій йшов у глибоких снігах. Загинуло 24 тисячі татар, десь із сімсот дісталося в полон, з полону визволено 40 тисяч бранців. За цю славну перемогу Острозького величали найвищим вождем, «summus cum Tataris belli gerendi imperator», а король Сигізмунд І уладив йому у Кракові тріумфальний в'їзд, «приймав його з найбільшими почестями у прияві всього двору; коли він в'їздив у місто й на замок, перед ним несли воєнні знаки, здобуті на ворогові у цій війні й вели забраних у неволю татар».
Погром під Ольшаницею став реваншем князя Костянтина за нещасливу Сокальську поразку.